# Lijst van golfbanen in Luxemburg
Dit artikel geeft een overzicht van golfbanen in Luxemburg. 

## Golfbanen
| Baan                           | Plaats        | Holes | Par | Open | Informatie                           |
| ------------------------------ | ------------- | ----- | --- | ---- | ------------------------------------ |
| Gaichel Golf                   | Gaichel       | 9     | 35  | 1992 |                                      |
| Golf & Country Club Christnach | Christnach    | 18    | 70  | 1993 |                                      |
| Golf Club de Clervaux          | Eselborn      | 18    | 72  | 1991 |                                      |
| Grand Ducal Golf Club          | Senningerberg | 18    | 71  | 1936 |                                      |
| Kikuoka Country Club           | Canach        | 18    | 72  | 1991 | Ontworpen door Iwao Uematsu (Japan). |
| Golf de Luxembourg             | Junglinster   | 18    | 72  | 1993 |                                      |